# 2025年明尼蘇達州州議員遇刺案
美中夏令時間2025年6月14日，明尼蘇達民主—農民—勞工黨州眾議員梅麗莎·霍特曼與丈夫在布魯克林帕克家中遇刺身亡。同黨的州參議員約翰·霍夫曼與妻子亦在鄰近的錢普林住所遇襲中槍，兩人生還。
警方在霍特曼寓所遇上疑兇時，對方向他們開槍後逃去。當局已鎖定疑兇身份，正全力追緝，並呼籲公眾提供有助拘捕疑兇的線索。2025年6月16日，霍特曼在明尼亞波利斯西部一個樹木繁茂的鄉村地區向警察自首，隨後被當地警察逮捕。博爾特面臨兩項二級謀殺罪和兩項二級謀殺未遂罪。他將於週一（6月22日）當地時間13:30（美國東部時間14:30；格林威治標準時間18:30）在明尼亞波利斯出庭。

## 遇刺案
當地時間6月14日凌晨2時，明尼蘇達州錢普林警方接報趕赴州參議員約翰·霍夫曼位於當地的住所，發現霍夫曼與其妻子身中槍傷。其後，兩名警員前往附近布魯克林帕克，查看州眾議員梅麗莎·霍特曼的住處。警員於凌晨3時35分抵達，注意到車道上停有一輛與警車外觀極為相似的SUV。布魯克林帕克警察局長馬克·布魯利表示，該車幾乎與巡邏警車無異。
警員到場時遭一名疑似身穿全套警察制服的男子開火。該人身上配備有防彈衣、警徽及標準警用裝備，開火後退回屋內 。
警方靠近後，發現霍特曼的丈夫倒臥在門前，身中多槍，搬離其屍體後證實已不治。其後警方使用無人機進入室內，發現霍特曼本人已經死亡，搶救不果。
大批警力增援並封鎖現場，特種武器和戰術部隊亦奉召到場。儘管警方與疑兇曾短暫交火，但疑兇最終仍徒步逃離。警方指，疑兇行兇時疑似戴上一個乳膠面罩。

## 遇害者
明尼蘇達州州眾議員梅麗莎·霍特曼與丈夫馬克在襲擊中喪生。同黨州參議員約翰·霍夫曼及其妻子伊薇特亦中彈受傷，二人接受手術後情況穩定，並於當日上午9時50分前完成手術。霍特曼與霍夫曼同屬明尼蘇達民主—農民—勞工黨，該黨為民主黨在該州的分支政黨。

## 疑兇

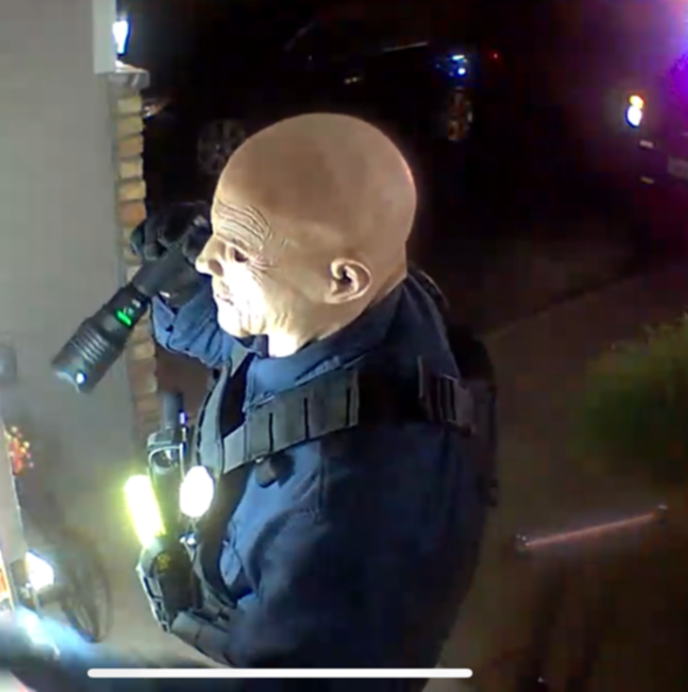
由聯邦調查局發佈疑兇在霍特曼住所的照片

### 個人背景
警方確認57歲男子萬斯·路德·博爾特（Vance Luther Boelter）為該案主要疑兇。擁有商業背景的博爾特曾從事餐飲及保安相關行業，並任職私人保安公司Praetorian Guard Security Services的巡邏主管。他曾在多間大型公司任職，亦曾於剛果民主共和國創辦企業Red Lion Group。此外，他與妻子共同成立福音派非牟利組織「Revoformation Ministries」，據報他在第二次巴勒斯坦大起義期間曾前往約旦河西岸及加沙地帶，向「激進伊斯蘭分子」傳福音，「告訴他們暴力不是答案」。該組織指出，他早於1993年已被按立為牧師，同時他在佈道期間展現出強烈的反對墮胎權姿態。

### 政治取向
博爾特過去曾投票支持當勞·特朗普，並公開反對墮胎權及LGBTQ群體權益。他於2000年代初期以共和黨人身份登記為選民，2019年則在州政府文件中被列為「無黨派傾向」選民。他曾於2016年獲時任明尼蘇達州州長馬克·代頓委任為州長勞動力發展顧問委員會成員，該委員會是由明尼蘇達議會提名的各黨派人士組成，他於2019年由現任州長提姆·華茲續任。槍擊事件發生後，博爾特的朋友接受訪問亦指出他是「一名保守派，他投票支持唐納德·特朗普總統，並強烈反對墮胎權」。

### 作案目標
警方在霍特曼住所外的車輛內檢獲一份宣言文件及一份列出70人名單的潛在攻擊對象清單，當中包括墮胎診所人員、支持墮胎權的倡議者，以及來自明尼蘇達州與其他州的議員。名單中包括霍特曼與霍夫曼，亦列有明尼蘇達州長華茲、聯邦眾議員伊爾汗·奧馬爾、參議員蒂娜·史密斯及州檢察總長凱斯·埃里森等當地民主黨政要。
警方同時在疑犯車內發現印有「無王」標語的傳單。當日正值「無王抗議」行動，活動旨在反對美國陸軍建軍250週年閱兵典禮，以及針對第二次特朗普總統任期內的政策。明尼蘇達州巡警呼籲市民避免出席當日示威活動，以策安全。疑犯車上發現AK式步槍，但警方指目前相信他僅持有一支手槍。博爾特在犯案當天曾經發信息給親朋好友，當中指「我愛你們。我做了一些選擇，你們對此一無所知，但我將離開一段時間。我可能很快就會死去」。

## 後續

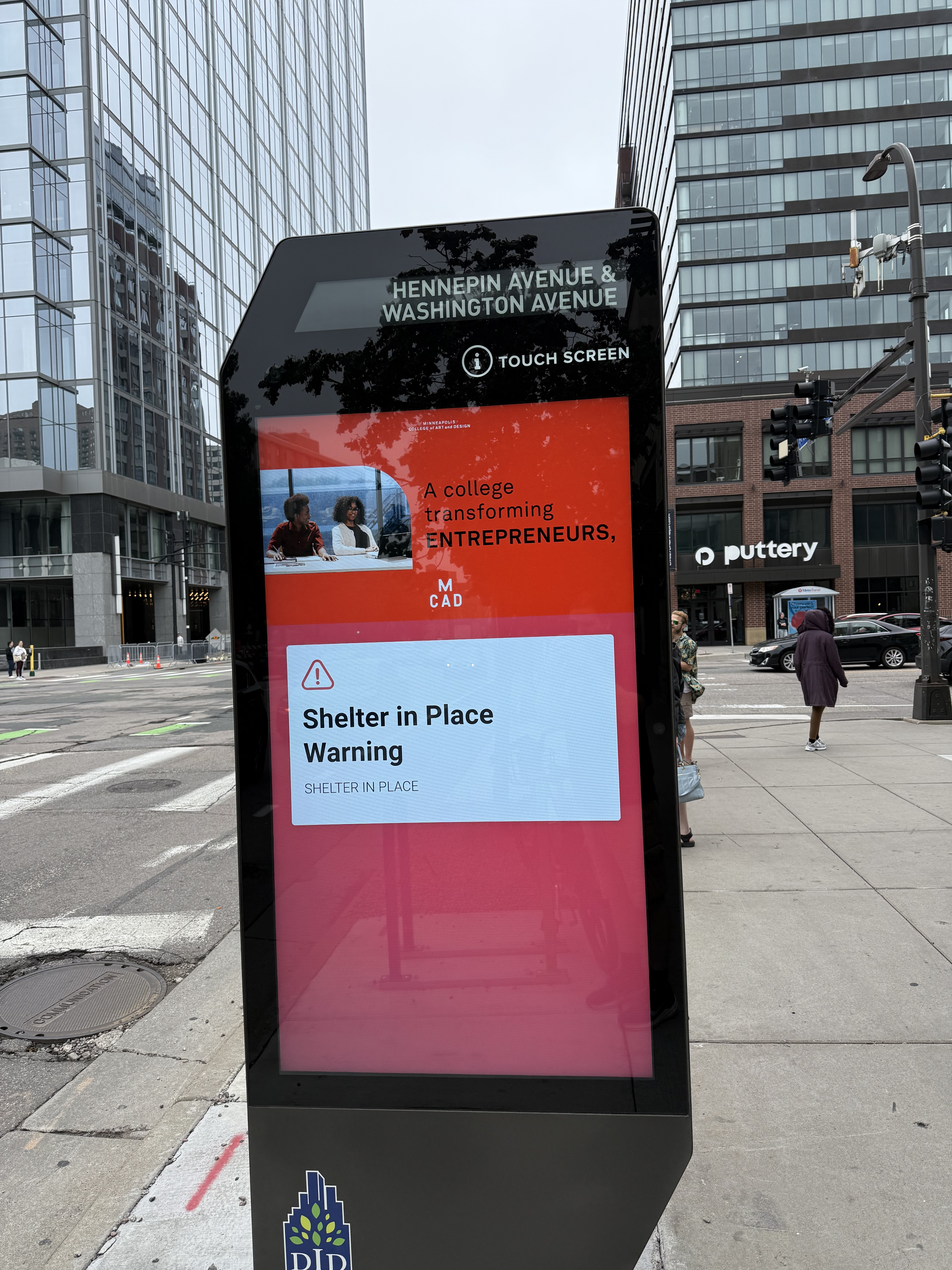
明尼阿波利斯市中心曾發出「就地避難」警報

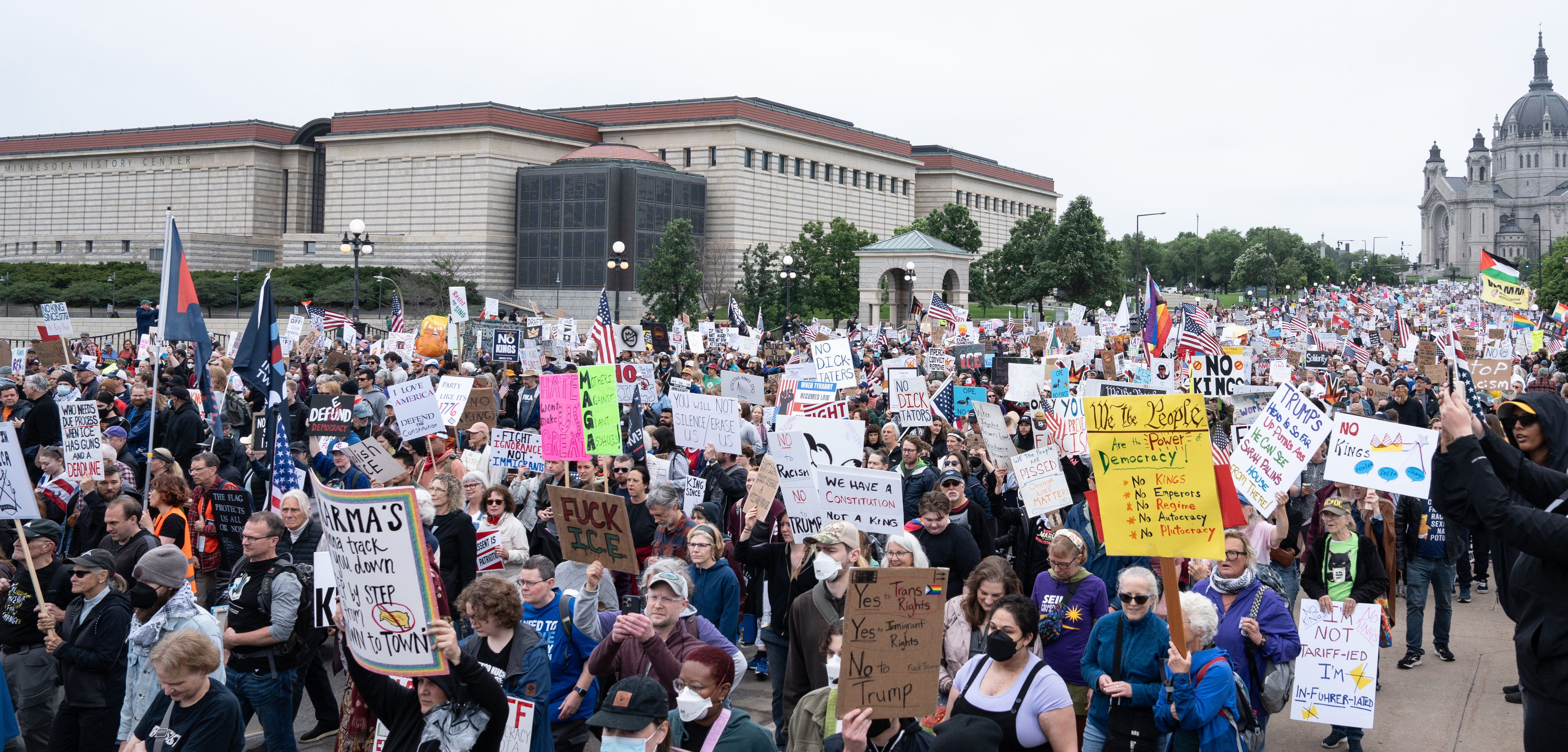
「無王抗議」示威者遊行至明尼蘇達州議會大廈

在聯邦執法部門協助下，執法機關展開大規模搜捕行動追緝槍手。布魯克林帕克地區一度發出「就地避難」警告。由於疑兇冒警行兇，當局特別提醒居民，在沒有兩名制服警員同時在場的情況下，切勿為警方開門。該項避難指令已於當日稍後解除。當局懸賞五萬美元徵求情報，以協助拘捕疑兇。
為應對事件，州長辦公室緊急啟動明尼蘇達州緊急行動中心。雖然「無王抗議」原訂當日於州內舉行，但主辦單位其後宣佈全面取消。不過，仍有數以千計民眾在聖保羅市參與集會。在華盛頓特區方面，聯邦眾議院少數黨領袖哈基姆·傑福瑞斯致函眾議院警衛官及國會警察，要求加強保安，保障明尼蘇達州國會代表團及全體美國國會議員的安全。

## 反應

### 地方
明尼蘇達州州長蒂姆·華茲在與執法人員聯合召開記者會時，形容事件為「難以言喻的悲劇」，並痛悼失去「一位偉大領袖」——州眾議員梅麗莎·霍特曼。華茲讚揚霍特曼「以優雅、同理心、幽默與服務精神，長年為州民付出」，並稱這是一宗「有預謀的政治暴力事件」。與霍特曼相識的明尼蘇達州聯邦參議員艾米·克羅布徹則對事件「感到心碎與震驚」。明尼蘇達州第六國會選區聯邦眾議員湯姆·埃默亦表明，這宗事件顯然是政治暴力，予以強烈譴責。民主黨全國委員會主席兼明尼蘇達民主—農民—勞工黨前主席肯·馬丁指出，槍擊案反映了當今美國日益加劇的「極端主義與政治暴力」問題。
明尼蘇達州參議院共和黨領袖馬克·約翰遜亦發表聲明，代表共和黨議員譴責這宗「膽大妄為的暴力行為」。眾議院議長麗莎·德穆斯表示「深感震驚與恐懼」，並向受害者及前線警員致以慰問與祈禱。

### 全國
美國總統當勞·特朗普發表聲明表示，司法部與聯邦調查局正聯手調查事件，並重申「絕不容忍任何駭人聽聞的暴力行為」。眾議院議長邁克·約翰遜稱事件為「駭人的政治暴力」，呼籲各界領袖「必須毫不含糊地譴責」此類行為。參議院少數黨領袖查克·舒默亦加入譴責之列。
曾於2011年遭遇暗殺未遂的前聯邦眾議員加布里埃爾·吉福茲表示，對「兩位愛國公僕遭遇襲擊」一事「感到震驚與哀痛」。兩個月前遭遇汽油彈襲擊的賓夕法尼亞州州長喬許·夏皮羅亦表示對事件感到難過。而曾有親人受襲的前眾議院議長南希·佩洛西則指出，這宗事件與她丈夫保羅早前遭政治暴力襲擊如出一轍，強烈譴責有關行徑。